# Hippolyte Crosse

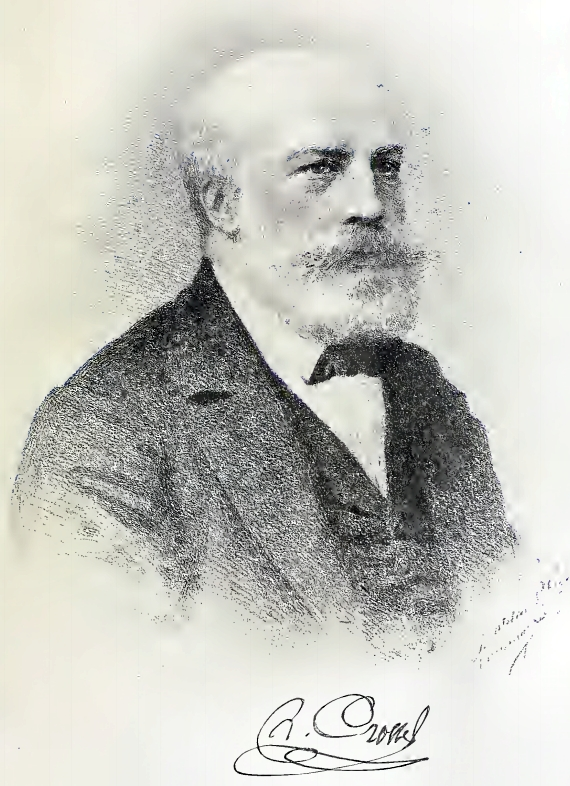
J. C. H. Crosse

Joseph Charles Hippolyte Crosse (* 1. Oktober 1826 in Paris; † 7. August 1898 in Vernou, Département Seine-et-Marne) war ein französischer Malakologe.

## Leben
Crosse war der Sohn des Juristen Jacques Martin Crosse, der am Hof von Karl X. in der Verwaltung tätig war. Nach seiner ersten Erziehung durch Hauslehrer besuchte Crosse das Collège royal de Bourbon. Ab 1845 studierte er für kurze Zeit Jura, folgte aber bald schon seinen Interessen und studierte Naturwissenschaften, speziell Malakologie.
Bereits seit seiner Jugend interessierte sich Crosse für Muscheln und Schnecken und begann davon eine umfangreiche Privatsammlung aufzubauen. Unterstützt wurde er dabei von Michel Adanson, einem Freund seines Vaters, der ihm von seinen Reisen viele Muscheln mitbrachte. Durch diesen Kontakt machte er die Bekanntschaft der Familie Guillaume, die bei Adanson angestellt war. 1854 heiratete er in Paris dann deren Tochter Céline Guillaume (1834–1896) und hatte mit ihr fünf Töchter und 2 Söhne. Nach der Hochzeit bezog Crosse zusammen mit seiner Ehefrau in Paris ein Haus in der „Rue de Tronchet“ (8. Arrondissement).
1846 sollte Crosse zum Militär, doch wegen eines Augenleidens wurde er freigestellt. Er forschte als Privatgelehrter und unternahm zwischen Frühjahr und Herbst 1849 eine ausgedehnte Studienreise an die Küsten von Sizilien und Korsika. Während dieser Reise, seine einzige Auslandsreise, sammelte er sehr viele Muscheln und Schnecken, welche er dann zu Hause untersuchte und katalogisierte. Viele Sammelstücke bekam er von seinem Cousin Paul Crosse de Bionville aus Afrika und Asien zugeschickt bzw. mitgebracht. Von Crosse stammen über 300 Schriften über Mollusken mit vielen Erstbeschreibungen.
1850 gründete Saveur Petit de la Saussaye (1792–1870) die Zeitschrift „Journal de Conchyologie“ und ab 1861 fungierte Crosse zusammen mit Paul Henri Fischer und Alexandre César Bernardi als Herausgeber. Neben Paris bewohnte Crosse zusammen mit seiner Familie das Château d’Argeville in der Gemeinde Vernou (Département Seine-et-Marne). Dort fungierte er dreimal auch als Bürgermeister, 1861–1878, 1884–1888 und 1892–1896.
Ab 1896 gab Crosse alle seine Ämter und Aufgaben ab und zog sich ins Privatleben zurück. Er starb am 7. August in Vernou und fand seine letzte Ruhestätte am 13. August 1898 auf dem Friedhof Père-Lachaise. Die Trauerreden hielten der Geologe Jules Bergeron (1853–1919) und der Malakologe Philippe Dautzenberg (1849–1935). Im November 1899 wurde über das Auktionshaus Henri Deyrolle die Sammlung und die Bibliothek samt allen Unterlagen versteigert.

## Trivia
1866 gab es einen öffentlich ausgetragenen Streit zwischen Crosse und dem Schriftsteller Victor Hugo. In seinem Roman Die Arbeiter des Meeres beschrieb Hugo den Kampf zwischen einem Fischer und einem Tintenfisch. Crosse kritisierte die unwissenschaftliche und falsche Beschreibung des Ganzen und Hugo berief sich auf seine künstlerische Freiheit als Schriftsteller, was wiederum Crosse nicht gelten lassen konnte.

## Ehrungen
- Das Journal de Conchyliologie, Band 47 (1899), Heft 1, widmete sich ausschließlich dem Leben und Wirken von Hippolyte Crosse.
- Offizier des l’instruction publique
- Kommandeur des Ordre du Drago d’Annam (Frankreich)
- Offizier des Ordre Royal du Cambodge (König Norodom I.)

## Schriften (Auswahl)
Aufsätze
- Description d'une espèce nouvelle. In: Journal de conchyliologie, Band 2 (1857), Seite 381–382 (biodiversitylibrary.org online)
- Observations sur le genre Cone et description de trois espèces nouvelles, avec un catalogue alphabétique des Cônes actuellement connus. In: Revue et magasin de zoologie pure et appliquée, Band 10 (1858), Heft 2, Seite 113–127 (biodiversitylibrary.org online)
- zusammen mit  Paul Fischer: Histoire naturelle des mollusques. In: Alfred Grandidier (Hrsg.): Histoire physique, naturelle et politique de Madagascar, Band 25. 1889.

Bücher
- Notice sur les bulimes de la Nouvelle-Calédonie, et description de deux espèces nouvelles. 1855.
- Descriptions de coquilles nouvelles. (1859).
- Un Mollusque bien maltraité, ou Comment M. Victor-Hugo comprend l'organisation du poulpe. (1866).
- Diagnoses molluscorum novorum Guatemalae et Reipublicae Mexicanae. (1868).
- zusammen mit Paul Fischer: Études sur les mollusques terrestres et fluviatiles du Mexique et du Guatémala. 1870–1900.
- Contribution à la faune malacologique de Nossi-Bé et de Nossi-Comba. 1882.
- Faune malacologique terrestre et fluviatile de la Nouvelle-Calédonie et de ses dépendances. 1894.